# Бейшлаг, Франц
Франц Бейшлаг (нем. Franz Beyschlag, полное имя Franz Heinrich August Beyschlag; 5 октября 1856, Карлсруэ, Великое герцогство Баден — 23 июля 1935, Берлин, Нацистская Германия) — немецкий учёный-геолог.

## Биография
Родился  5 октября 1856 года в Карлсруэ в семье придворного проповедника и богослова Виллибальда Бейшлага. 
В возрасте четырех лет вместе со своим отцом переехал в город Галле, где учился в школе. Заинтересовался горнодобывающей наукой и отправился в Рейнскую область, чтобы получить там практический опыт в каменноугольных шахтах. Затем продолжил образование в университете Галле, Берлинской академии и Берлинском университете им. Гумбольдта и окончил обучение в 1881 году в Oberbergamt Halle. Во время учебы в 1877 году он стал членом братства Sängerschaft Fridericiana (Halle).
Затем Бейшлаг работал в качестве горного инженера и получил степень доктора философии (Ph.D). Занимался популяризацией последних достижений геологии, создав для этого модель — разрез земной коры. Стал сотрудником Кристиана Вайсса и работал с ним в берлинской коллекции минералов (Berliner Mineraliensammlung).
В 1883 году он стал окружным и 1889 году — земельным геологом. 5 января 1888 года Франц Бейшлаг был избран членом научной академии Леопольдина (регистрационный № 2713) и до 1901 года занимался главным образом подготовкой геологических карт и был одним из самых значительных картографов своего времени. Также с 1892 года Бейшлаг читал лекции в Берлинской горной академии (Bergakademie Berlin), которая благодаря ему наряду с горной академией Фрайберга, стала вторым центром горной науки в Германии. 
В 1898 году был назначен профессором геологии. Стал президентом Preußische Geologische Landesanstalt в качестве преемника первого директора Карла Шмайссера. Франц Бейшлаг создал одну из важнейших своих работ — карту полезных месторождений Германии, состоящую из 76 отдельных листов. В начале XX века государственные органы Германии настаивали на максимально точной инвентаризации месторождений сырья, прежде всего, для определения потребности в тяжелой, и в частности, оборонной промышленности. 
В 1912 году немецкий учёный стал членом Палеонтологического общества, до 1923 года руководил Preußische Geologische Landesanstalt. Кроме этого с 1883 года он являлся членом Немецкого геологического общества, которое несколько раз возглавлял в качестве председателя.
Умер 23 июля 1935 года в Берлине и был похоронен на городском кладбище Вильмерсдорф.
Его сыновьями были: Рудольф (1891—1961) — инженер-строитель и Бернхард (нем.  Bernhard Beyschlag, 1900—1980) — учёный, доктор наук.